# Щибрин
Щибрин (бел. Шчыбрын) — деревня в Кистеневском сельсовете Рогачёвского района Гомельской области Беларуси.
На севере граничит с лесом.

## География

### Расположение
В 2 км на северо-восток от районного центра и железнодорожной станции Рогачёв (на линии Могилёв — Жлобин), 126 км от Гомеля.

### Гидрография
На реке Добрица (приток реки Днепр).

## Транспортная сеть
Транспортные связи по просёлочной, затем автомобильной дороге Рогачёв — Старое Село. Планировка состоит из чуть изогнутой улицы, ориентированной с юго-запада на северо-восток, к которой с запада присоединяются 2 переулка и с севера — криволинейная улица. Застройка двусторонняя, деревянная, усадебного типа.

## История
Выявленные археологами поселения раннего железного века и эпохи Киевской Руси (в 1 км на юг от деревни) свидетельствует о заселении этих мест с давних времён. Упоминается в 1756 году как Щибринская Слобода в Рогачёвском войтовстве Рогачёвского староства. В XIX веке — слобода в Кистенёвской волости Рогачёвского уезда Могилёвской губернии. С 1859 года работали сукновальня и мельница. Помещик Печковский владел здесь в 1880 году 1889 десятинами земли, водяной мельницей и сукновальней. Действовал хлебозапасный магазин. Согласно переписи 1897 года действовали часовня, школа, мельница. В 1909 году 249 десятин земли. В поместье 1884 десятины земли.
В 1930 году организован колхоз, работал кирпичный завод. Во время Великой Отечественной войны в феврале 1944 года оккупанты сожгли 30 дворов. 16 жителей погибли на фронте. Согласно переписи 1959 года центр совхоза «Прогресс». 
До 5 сентября 2000 года в составе Старосельского сельсовета.

## Население

### Численность
- 2004 год — 139 хозяйств, 500 жителей.

### Динамика
- 1881 год — 22 двора, 135 жителей.
- 1897 год — 27 дворов, 213 жителей (согласно переписи).
- 1909 год — 32 двора, 227 жителей; в поместье 11 жителей.
- 1959 год — 256 жителей (согласно переписи).
- 2004 год — 138 хозяйств, 462 жителя.